# Neurogenin-2
Neurogenin-2‏ (Neurogenin 2) هوَ بروتين يُشَفر بواسطة جين Neurogenin-2 في الإنسان.